# Dryade du Mexique
Eupherusa ridgwayi
Espèce
Statut de conservation UICN

 VU B1ab(i,ii,iii,v) : Vulnérable
Statut CITES
Répartition géographique
La Dryade du Mexique (Eupherusa ridgwayi, anciennement Thalurania ridgwayi) est une espèce de colibris.

## Répartition
Elle est endémique à l'ouest du Mexique.

## Habitat
Ses habitats sont les forêts tropicales et subtropicales humides de basses altitudes mais aussi les zones de plantations agricoles
Elle est menacée par la perte de son habitat

## Taxonomie
Elle a été considérée comme conspécifique de la Dryade couronnée